# Jukka Rahja

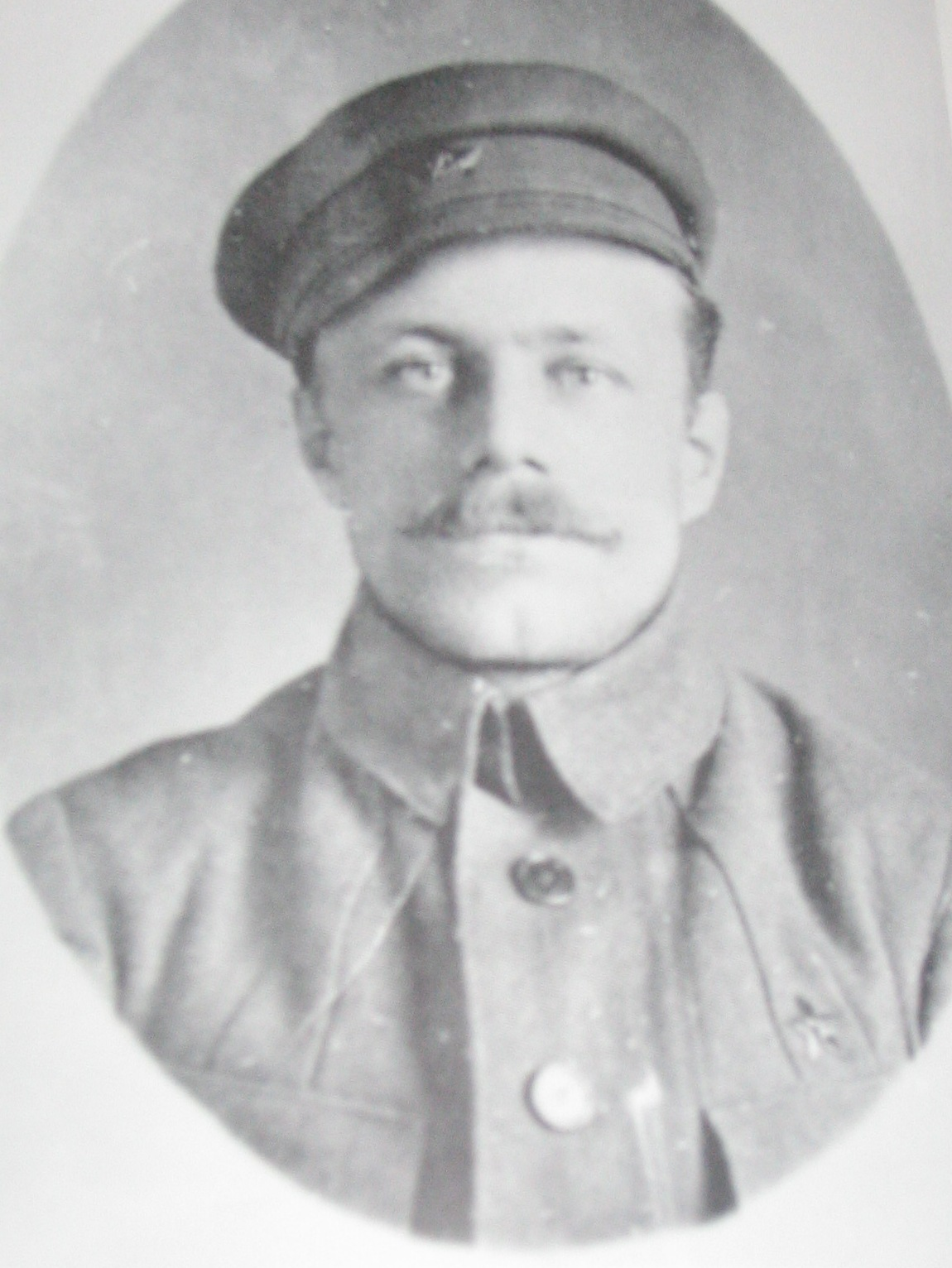
Jukka Rahja

Jukka Rahja (Kronstadt, 1887 – Petrogrado, actual San Petersburgo, 31 de agosto de 1920) fue un militar bolchevique ruso-finlandés, que participó en varios conflictos relacionados con la causa obrera e izquierdista. Murió asesinado por la Oposición de Petrogrado.
Jukka era hermano de Eino Rahja y Jaakko Rahja.
Se unió Partido Obrero Socialdemócrata de Rusia en 1903. También fue un miembro activo del movimiento de juventud obrera finlandés. Participó en la Revolución rusa de 1905, trabajando como parte de la facción bolchevique en Kronstadt. Tras la derrota de la revolución, huyó hacia Kuopio, Finlandia, donde sería un miembro activo de los movimientos socialistas. En 1913, regresó a San Petersburgo, y participó activamente con los bolcheviques establecidos en la ciudad. Después de la Revolución de octubre fue enviado a Finlandia para organizar la Guardia Roja. Luego de la derrota de los bolcheviques en la guerra civil finlandesa, Rahja huyó a la Rusia Soviética y se convirtió en uno de los miembros fundadores del Partido Comunista Finlandés (SKP). Fue delegado del SKP y el primer y segundo congresista de la Internacional Comunista.
El 31 de agosto de 1920, durante el Incidente del Club Kuusinen, Rahja fue asesinado por la Oposición de Petrogrado, una facción interna del SKP. Este apodado "asesinato de la oposición" consistió principalmente en estudiantes de la Escuela de Oficiales Rojos de Petrogrado.
La palabra "rahjaismo" solía describir la política de los hermanos,[cita requerida] que normalmente entraron en conflicto con sus camaradas y tuvieron muchos enemigos.[cita requerida] Los Rahjas estuvieron involucrados, por ejemplo, en el contrabando, el mercado negro, el comercio de caballos y la falsificación y fueron acusados de corrupción, ebriedad y vida extravagante dentro del SKP.